# Юзефув-Дужи
Юзефув-Дужи (пол. Józefów Duży) — село в Польщі, у гміні Серокомля Луківського повіту Люблінського воєводства.
Населення — 117 осіб (2011).
У 1975-1998 роках село належало до Седлецького воєводства.

## Демографія
Демографічна структура станом на 31 березня 2011 року:
|          | Загалом | Допрацездатний вік | Працездатний вік | Постпрацездатний вік |
| -------- | ------- | ------------------ | ---------------- | -------------------- |
| Чоловіки | 57      | 12                 | 40               | 5                    |
| Жінки    | 60      | 14                 | 32               | 14                   |
| Разом    | 117     | 26                 | 72               | 19                   |